# Neanotis mairei
Neanotis mairei là một loài thực vật có hoa trong họ Thiến thảo. Loài này được (H.Lév.) Lauener & D.K.Ferguson mô tả khoa học đầu tiên năm 1972.